# Liste der Kulturdenkmäler in Steinebach an der Wied
In der Liste der Kulturdenkmäler in Steinebach an der Wied sind alle Kulturdenkmäler der rheinland-pfälzischen Ortsgemeinde Steinebach an der Wied einschließlich der Ortsteile Langenbaum und Seeburg aufgeführt. Im Ortsteil Schmidthahn sind keine Kulturdenkmäler ausgewiesen. Grundlage ist die Denkmalliste des Landes Rheinland-Pfalz (Stand: 21. Dezember 2021).

## Einzeldenkmäler
| Bezeichnung     | Lage                                    | Baujahr                                      | Beschreibung | Bild                           |
| --------------- | --------------------------------------- | -------------------------------------------- | --- | ------------------------------ |
| Quereinhaus     | Steinebach, Brunnenstraße 5 Lage        | zweite Hälfte des 19. Jahrhunderts           | Fachwerk-Quereinhaus, teilweise massiv, verschiefert und verkleidet, wohl aus der zweiten Hälfte des 19. Jahrhunderts                                                          | BW                             |
| Burg Steinebach | Steinebach, Burgstraße Lage             | vor 1273                                     | Ruine, Turmstumpf mit hochgotischem Torbogen der 1273 genannten ehemaligen Talburg                                                                                             | weitere Bilder Fotos hochladen |
| Quereinhaus     | Steinebach, Erlengasse 2 Lage           | erste Hälfte oder Mitte des 19. Jahrhunderts | Fachwerk-Quereinhaus, teilweise massiv und verkleidet, erste Hälfte oder Mitte des 19. Jahrhunderts                                                                            | Fotos hochladen                |
| Brunnen         | Steinebach, Hachenburger Straße Lage    | zweite Hälfte des 19. Jahrhunderts           | gusseiserner Laufbrunnen, zweite Hälfte des 19. Jahrhunderts | weitere Bilder Fotos hochladen |
| Quereinhaus     | Steinebach, Mühlenweg 4 Lage            | um 1800                                      | Fachwerk-Quereinhaus, teilweise massiv, um 1800 oder aus der ersten Hälfte des 19. Jahrhunderts                                                                                | Fotos hochladen                |
| Brunnen         | Langenbaum, Langenbaumer Straße Lage    | zweite Hälfte des 19. Jahrhunderts           | gusseiserner Laufbrunnen, zweite Hälfte des 19. Jahrhunderts | weitere Bilder Fotos hochladen |
| Wohnhaus        | Langenbaum, Langenbaumer Straße 15 Lage | 17. oder 18. Jahrhundert                     | Fachwerkhaus mit Niederlass, verkleidet, teilweise massiv, wohl aus dem 17. oder 18. Jahrhundert                                                                               | Fotos hochladen                |
| Seeburg         | Seeburg, Seeburger Straße 13 Lage       | 19. Jahrhundert                              | landgutartige ehemalige Hofanlage; stattlicher Streckhof, 19. Jahrhundert, im Kern wohl älter. Die Seeburg befand sich noch im 20. Jahrhundert im Besitz der Fürsten von Wied. | weitere Bilder Fotos hochladen |